# 竹島事件
竹島事件（たけしまじけん）は、天保元年（1830年）頃から天保7年（1836年）までに起きた、石見浜田藩松井松平家を舞台とした密貿易事件である。

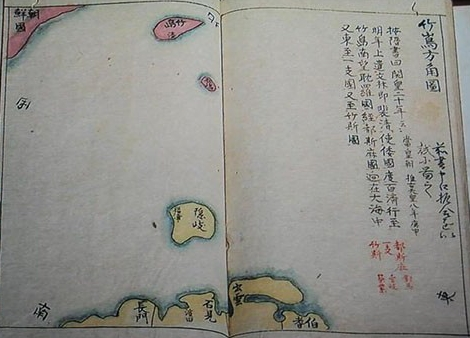
「竹島渡海一件記」の添付地図（1836年）

## 経緯
江戸時代、各藩が私的に外国と貿易することは国法により禁止されていた。回船問屋・会津屋八右衛門（浜田藩御用商人）は、借金に苦しむ藩財政を建て直すために密貿易を提案。藩は地の利を生かして鬱陵島(当時の日本では「竹島」と呼称、後述)に渡り、李氏朝鮮と密交易を行った。なお、単に鬱陵島での朝鮮との交易だけに留まらず、更にスマトラ、ジャワなど遠く東南アジアへまで足を伸ばして貿易を行った。
この密貿易には浜田藩の在国家老岡田頼母、在国年寄松井図書も関与しており、藩主で老中の松平康任も黙認を与えていたとされる。目論見どおり巨利を得て藩財政再建に成功しかけたが、幕府隠密の間宮林蔵に密貿易を探知され、発覚してしまう。間宮林蔵はこのあと九州に渡り、その帰途で大坂に立ち寄り大坂町奉行矢部定謙に浜田藩の動きに注意することを伝えた。
1836年（天保7年）6月、大坂町奉行の手によって頼母の家臣で藩勘定方の橋本三兵衛と会津屋が捕らえられ、12月23日に処分が幕府より言い渡される。頼母、図書は切腹、橋本三兵衛と会津屋は斬罪、また藩主の康任は死罪こそ免れたものの永蟄居を命じられた。次子の康爵に家督は許されたが、間もなく陸奥棚倉に懲罰的転封を命じられ、後継には第6代将軍・徳川家宣の弟・松平清武を祖とする越智松平家の松平斉厚が上野国館林藩より転封した。ここに松井松平家による浜田藩統治は終焉した。ただし、康任の永蟄居については仙石騒動も関わっている。更に転封については、浜田藩に加増転封となった館林藩世子松平斉良（斉厚の養子）が将軍徳川家斉の実子であった側面もある。
頼母、図書、橋本、会津屋らは、年貢増徴や藩士の俸禄切り下げによらずして財政危機を救おうとした人物たちとして、地元を中心に支持は根強い。

## 現在の竹島問題との関係
現在の韓国との間の竹島問題において、この時の尋問が注目されている。現在の鬱陵島を当時の日本では「竹島」と呼んでおり、現在の竹島を「松島」と呼んでいた。元禄時代の鬱陵島の領有問題（竹島一件）の結果、日本は鬱陵島への渡航を禁止したが、現在の韓国はこの時松島（現在の竹島）も竹島（鬱陵島）と同時に放棄したと主張している。しかし、竹島事件の判決文の中には、橋本三兵衛が会津屋八右衛門に対して「右最寄松島へ渡海之名目を以て竹島え渡り稼方見極上弥々益筋に有之ならば取計方も有之」と語ったことが記されており、「竹島一件」後も松島（現在の竹島）への渡航は禁止されていなかったことが窺える。現在の日本では、竹島一件において幕府が自ら放棄したのは竹島（鬱陵島）だけであったとことが確認できるとされている。
しかし「朝鮮竹嶋渡航始末記」には、竹島事件の尋問中に会津屋八右衛門が書いた方角図が添付されており、「竹嶋」「松シマ」が朝鮮半島と同じ朱色で着色されている。そのため、韓国では当時の日本で松島（現在の竹島）が朝鮮領と認識されていた証拠であると主張している。

## 関連作品
- 古川薫『閉じられた海図』文藝春秋 1988年　のち文庫